# Volcanisme sur Mars

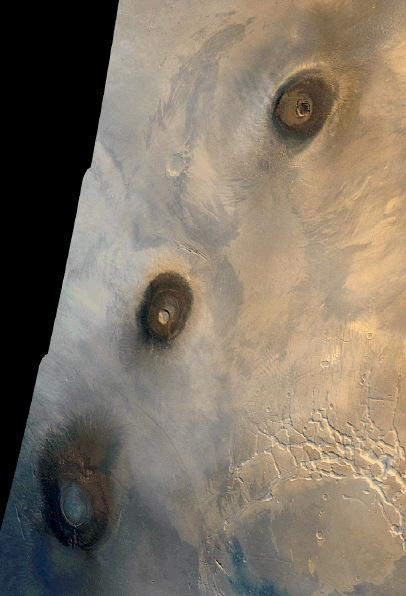
Trois volcans dans la région du dôme de Tharsis

Le volcanisme de la planète Mars serait apparu il y a près de quatre milliards d'années (Ga), à la fin du Noachien après le grand bombardement tardif. Il aurait connu son intensité maximale à l'Hespérien — entre 3,7 et 3,2 Ga selon l'échelle de Hartmann et Neukum — puis se serait progressivement affaibli tout au long de l'Amazonien. Il a produit d'énormes volcans boucliers qui sont les plus grands édifices volcaniques connus du système solaire : le plus large d'entre eux, Alba Mons, a un diamètre d'environ 1 600 km à la base, tandis que le plus gros est Olympus Mons, sur la marge occidentale du renflement de Tharsis, qui atteint 22,5 km de haut de la base au sommet.
De telles dimensions s'expliquent par la permanence de l'activité volcanique au niveau de chacun de ces volcans : l'activité d'Olympus Mons aurait ainsi commencé il y a plus de 3,8 Ga et sa dernière coulée de lave ne serait datée que d'à peine deux millions d'années (Ma), une date si récente à l'échelle géologique après 3,8 Ga d'activité qu'elle ne permet pas d'exclure que ce volcan puisse connaître encore d'autres éruptions à l'avenir. Cette longévité exceptionnelle est une conséquence de l'absence de plaques tectoniques sur Mars, contrairement à la Terre où le déplacement des plaques lithosphériques au-dessus des points chauds limite la durée d'activité de chaque volcan à quelques millions d'années tout au plus, ce qui est bien trop bref pour permettre la formation de structures aussi imposantes sur Terre que sur Mars.
Outre de grands volcans boucliers, le volcanisme martien a également produit de nombreux stratovolcans, bien plus petits, ainsi que des plaines de lave, similaires aux étendues volcaniques identifiées sur la Lune ou sur Mercure. Certains dépôts sont par ailleurs interprétés comme provenant d'un volcanisme explosif ; les plus récents ne datent que d'environ 50 à 200 milliers d'années (ka).

## Plaines de lave

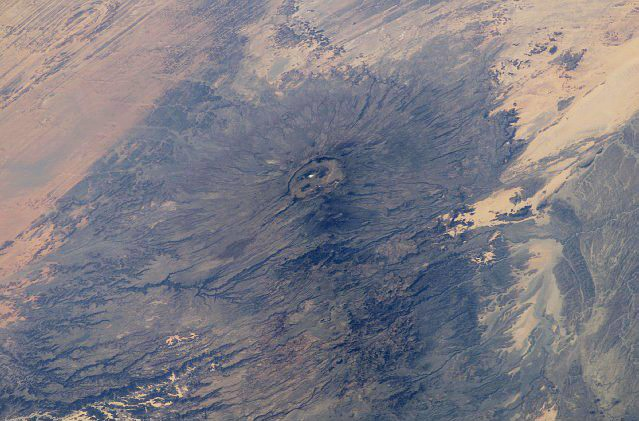
L'Emi Koussi, dans le massif du Tibesti au Sahara, un volcan bouclier pyroclastique de 80 par 60 km à la base et 2.3 km de haut, ressemblerait — en bien plus petit — à des volcans martiens comme Syrtis Major, Tyrrhena Patera et Hadriacus Mons.

La plus ancienne forme de volcanisme martien, remontant à la fin du Noachien et perdurant jusqu'au début de l'Hespérien, serait celle des étendues basaltiques qui recouvrent le fond des bassins d'impact d'Argyre Planitia et d'Hellas Planitia, ainsi que certaines étendues planes et lisses localisées entre ces deux bassins et celui d'Isidis, de façon rappelant les terrains volcaniques lisses identifiés sur Mercure (par exemple Borealis Planitia), sur Vénus (typiquement Guinevere Planitia) et sur la Lune — les « mers » lunaires, la plupart du temps corrélées à des impacts cosmiques.
Sur Mars, ces plaines de lave noachiennes constituent les régions de Malea Planum, Hesperia Planum et Syrtis Major Planum, qui se présentent comme des plateaux basaltiques dont la surface, typique de l'Hespérien, est géologiquement plus récente. La dynamique sous-jacente à ce type de volcanisme, entre fissure et point chaud, n'est pas vraiment comprise ; en particulier, on n'explique pas vraiment le fait que les volcans de Malea, d'Hesperia et d'Elysium soient plus ou moins alignés sur plus d'un tiers de circonférence martienne.
Une chambre magmatique a été identifiée sous les caldeiras de Syrtis Major par l'anomalie gravitationnelle qu'elle provoque. Syrtis Major Planum apparaît ainsi comme un volcan bouclier particulièrement plat et érodé. Ces formations combinent des caractéristiques effusives et explosives les faisant ressembler aux boucliers pyroclastiques terrestres, tels que l'Emi Koussi dans le massif du Tibesti. C'est notamment le cas d'Hesperia Planum, dont le front occidental au contact d'Hellas Planitia, à proximité immédiate d'Hadriacus Mons, présente des cavités d'effondrement — telles qu'Ausonia Cavus — plus ou moins souterraines prolongées par des lits de cours d'eau asséchés — Dao Vallis et Niger Vallis, voire Harmakhis Vallis un peu plus loin au sud — qui rappellent, à bien plus grande échelle, les traces laissées sur Terre par des lahars.
Des plaines de lave bien plus vastes, et aussi parfois assez récentes (jusqu'à la seconde moitié de l'Amazonien), entourent les édifices des deux grands domaines volcaniques martiens, à savoir Elysium Planitia et surtout le renflement de Tharsis de part et d'autre d'Amazonis Planitia. L'exemple typique en est le très vaste ensemble d'âges hétérogènes formé par les plateaux de Daedalia, Icaria, Syria, Sinai, Solis, Thaumasia et Bosporos au sud de Valles Marineris : au moins 163 bouches volcaniques ont été recensées sur le renflement de Syria, à l'origine de coulées de lave s'étendant sur plus de 45 000 km2. Toutes ces plaines semblent résulter d'épanchements de lave sur les flancs des volcans, voire des premières coulées de lave très fluide des volcans eux-mêmes. Ainsi, la surface particulièrement lisse d'Amazonis Planitia résulterait de dépôts volcaniques continus depuis l'Hespérien jusqu'à des périodes assez récentes de l'Amazonien.

## Typologie et distribution
Le volcanisme martien est majoritairement effusif, mais le volcanisme explosif est également présent.

### Volcans boucliers

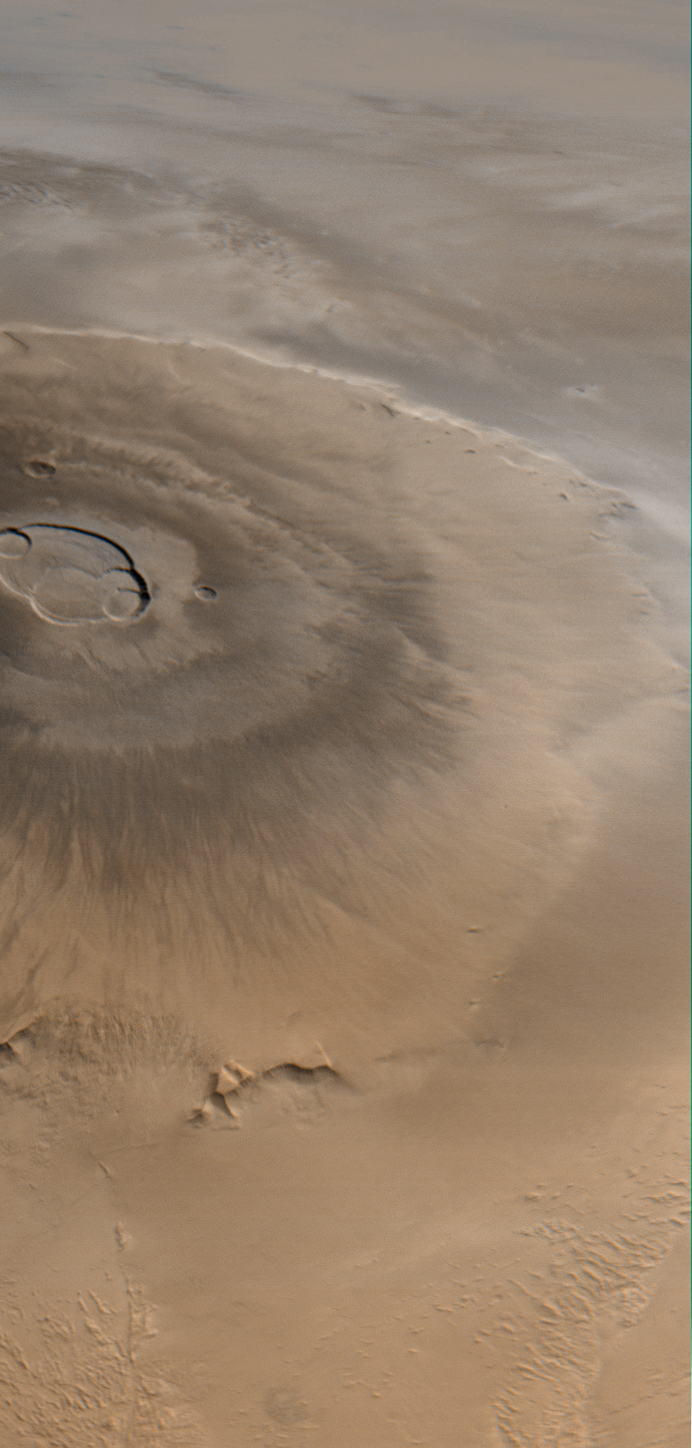
Cliché d'Olympus Mons obtenu par la sonde Mars Global Surveyor. Son sommet culmine à 21.2 km au-dessus du niveau de référence martien (22.5 km au-dessus des plaines alentour), et sa base atteint 624 km de large. Il s'agit du plus haut volcan connu du système solaire.

Le volcanisme martien est surtout connu pour ses volcans boucliers, les plus grands du système solaire. Ce type de volcan est caractérisé par la très faible pente de ses flancs. Sur Terre, un tel volcan résulte d'épanchements de laves pauvres en silice, très fluides, qui s'écoulent facilement sur de grandes distances, formant des structures aplaties s'étalant sur des surfaces très importantes, contrairement, par exemple, aux stratovolcans, dont le cône, bien formé, a une base bien plus restreinte. Le type même de volcan bouclier est, sur Terre, le Mauna Loa, à Hawaï ; le Piton de la Fournaise, à La Réunion, en est un autre, plus petit mais très actif.
Le plus emblématique des volcans boucliers martiens, Olympus Mons, mesure quelque 22,5 km de haut pour 648 km de large et possède une caldeira sommitale de 85 × 60 × 3 km résultant de la coalescence de six cratères distincts. Mars possède en fait les cinq plus hauts volcans connus du système solaire (altitudes données par rapport au niveau de référence martien) :
- Olympus Mons (21 229 m) ;
- Ascraeus Mons (18 225 m) ;
- Arsia Mons (17 761 m) ;
- Pavonis Mons (14 058 m) ;
- Elysium Mons (14 028 m).

À titre de comparaison, le plus haut volcan vénusien, Maat Mons, ne culmine qu'à 8 000 m environ au-dessus du rayon moyen de Vénus, qui sert de niveau de référence sur cette planète.
Sur Mars se trouve également le plus étendu des volcans du système solaire, Alba Mons, dont l'altitude ne dépasse pas 6 600 m mais qui s'étend sur environ 1 600 km de large.
Les volcans boucliers martiens atteignent des tailles gigantesques par rapport à leurs équivalents terrestres en raison de l'absence de tectonique des plaques sur Mars : l'écorce martienne demeure immobile par rapport aux points chauds, qui peuvent ainsi la percer au même endroit pendant de très longues périodes de temps pour donner naissance à des édifices volcaniques résultant de l'accumulation de laves pendant parfois plusieurs milliards d'années, alors que, sur Terre, le déplacement des plaques lithosphériques au-dessus de ces points chauds conduit à la formation d'un chapelet de parfois plusieurs dizaines de volcans, chacun ne demeurant actif que pendant quelques millions d'années, ce qui est bien trop bref pour permettre la formation de structures aussi imposantes que sur Mars. L'archipel d'Hawaï est le meilleur exemple terrestre illustrant le déplacement d'une plaque tectonique au-dessus d'un point chaud, en l'occurrence de la plaque pacifique au-dessus du point chaud d'Hawaï ; de la même façon, l'archipel des Mascareignes résulte du déplacement de la plaque somalienne au-dessus du point chaud de la Réunion.
Les six volcans boucliers martiens se répartissent géographiquement en deux régions volcaniques voisines d'inégale importance :
- la région d'Elysium Planitia, à l'ouest d'Amazonis Planitia, où se trouvent Elysium Mons, qui semble être de nature différente (moins « rouge » et plus « gris ») des autres volcans, et trois autres volcans plus petits ;
- le renflement de Tharsis, immense soulèvement crustal de 5 500 km de diamètre au sud-est d'Amazonis, où se trouvent les cinq autres grands volcans boucliers martiens ainsi que d'innombrables volcans plus petits, dont cinq seulement sont nommés.

### Autres volcans effusifs
Les volcans plus petits que les cinq grands sont souvent des volcans boucliers anonymes, comme ceux de Syria Planum,, mais certains de taille intermédiaire rappellent davantage les stratovolcans, qui résultent de l'accumulation de dépôts de laves mêlées de cendres volcaniques. Ce sont les tholi (pluriel latin de tholus), édifices de taille plus modeste que les volcans boucliers, aux pentes plus accusées, surtout près du cratère, ainsi que les paterae, qui se réduisent parfois à leur caldeira. Tous ces types de volcans sont présents dans les régions du renflement de Tharsis et d'Elysium Planitia, la tendance générale étant cependant de trouver les volcans boucliers dans la région de Tharsis tandis que les volcans d'Elysium s'apparentent davantage à des stratovolcans.
Divers reliefs de Mars, dans les lowlands comme dans les highlands et aussi au fond de Valles Marineris, sont par ailleurs attribués à un volcanisme de boue.

Typologie des volcans martiens
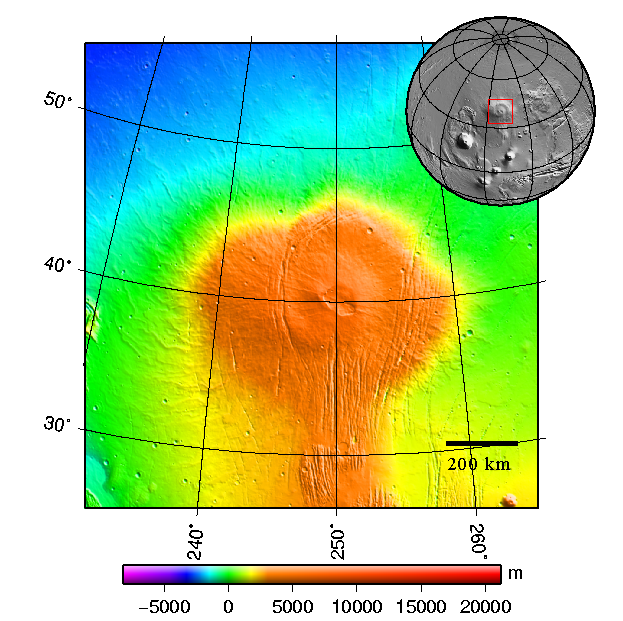
Alba Mons, au nord-ouest du renflement de Tharsis, est le type même du volcan bouclier, avec une largeur de 1 600 km pour seulement 6,6 km d'altitude.
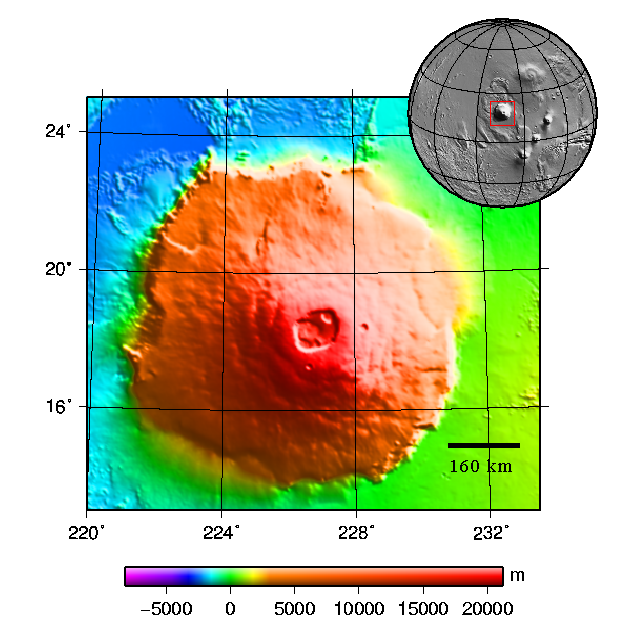
Olympus Mons, situé à l'ouest du renflement de Tharsis, est un volcan bouclier atteignant 624 km de diamètre avec une caldeira de 85 km de long à 21,2 km d'altitude, soit environ 22,5 km au-dessus des plaines alentour.
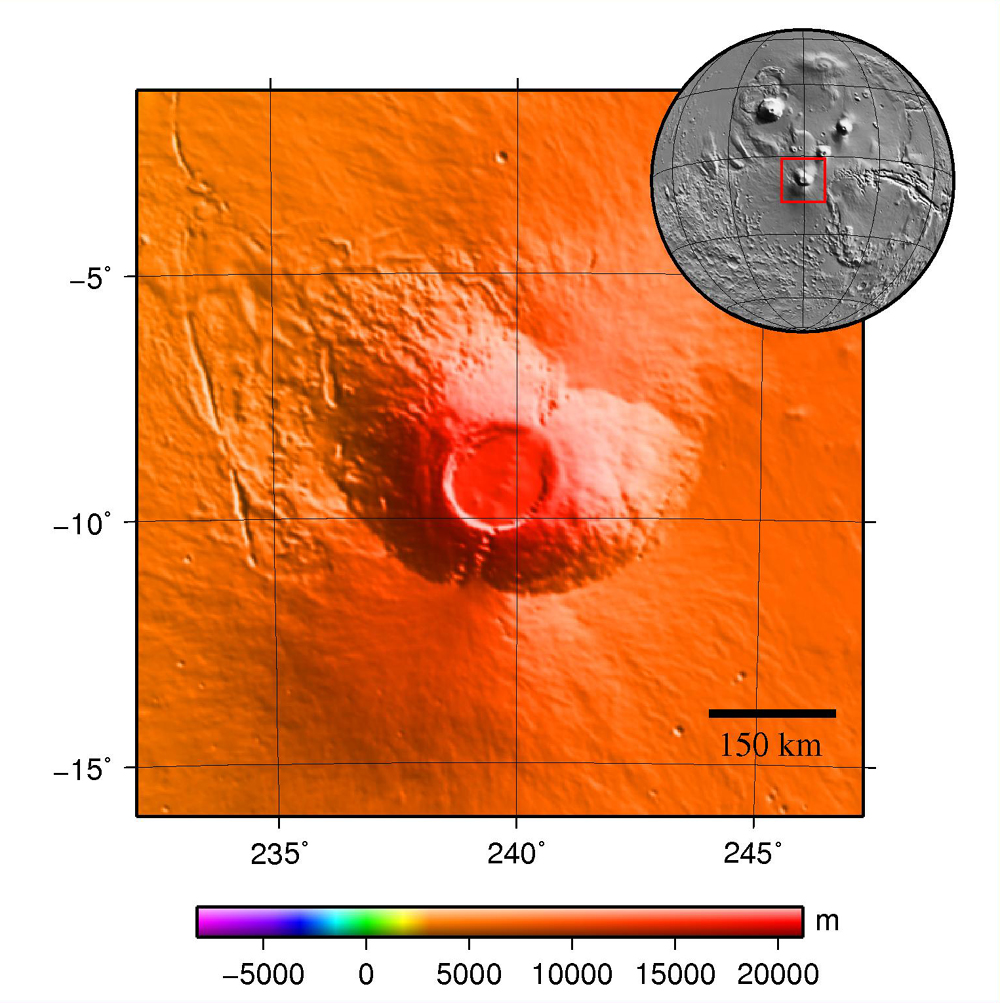
Arsia Mons, un volcan bouclier d'environ 435 km de diamètre pour 9 km de haut avec une énorme caldeira de 110 km de diamètre à 16 km d'altitude ; c'est le plus méridional des trois volcans des Tharsis Montes.
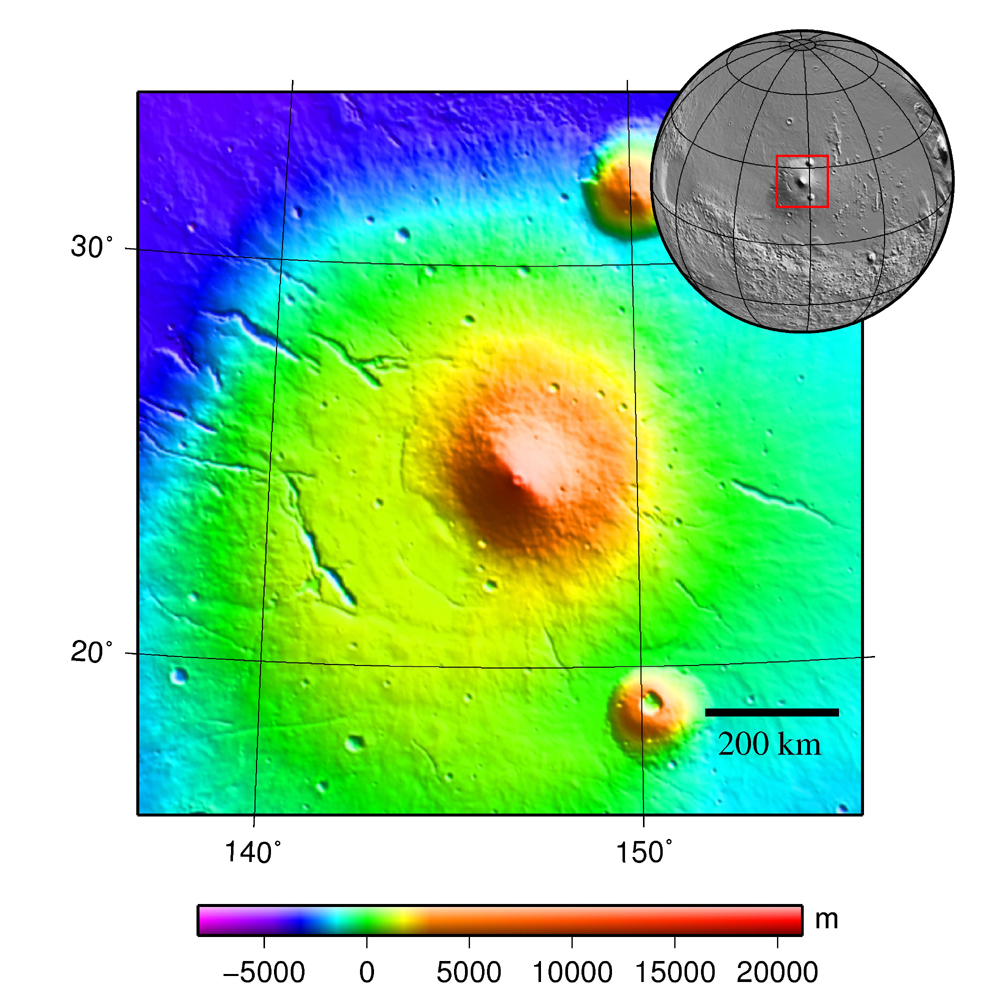
Elysium Mons, principal volcan d'Elysium Planitia, s'élève à 13 km au-dessus des plaines environnantes et mesure environ 240 km de large, avec un petit cratère circulaire de 14 km de diamètre.
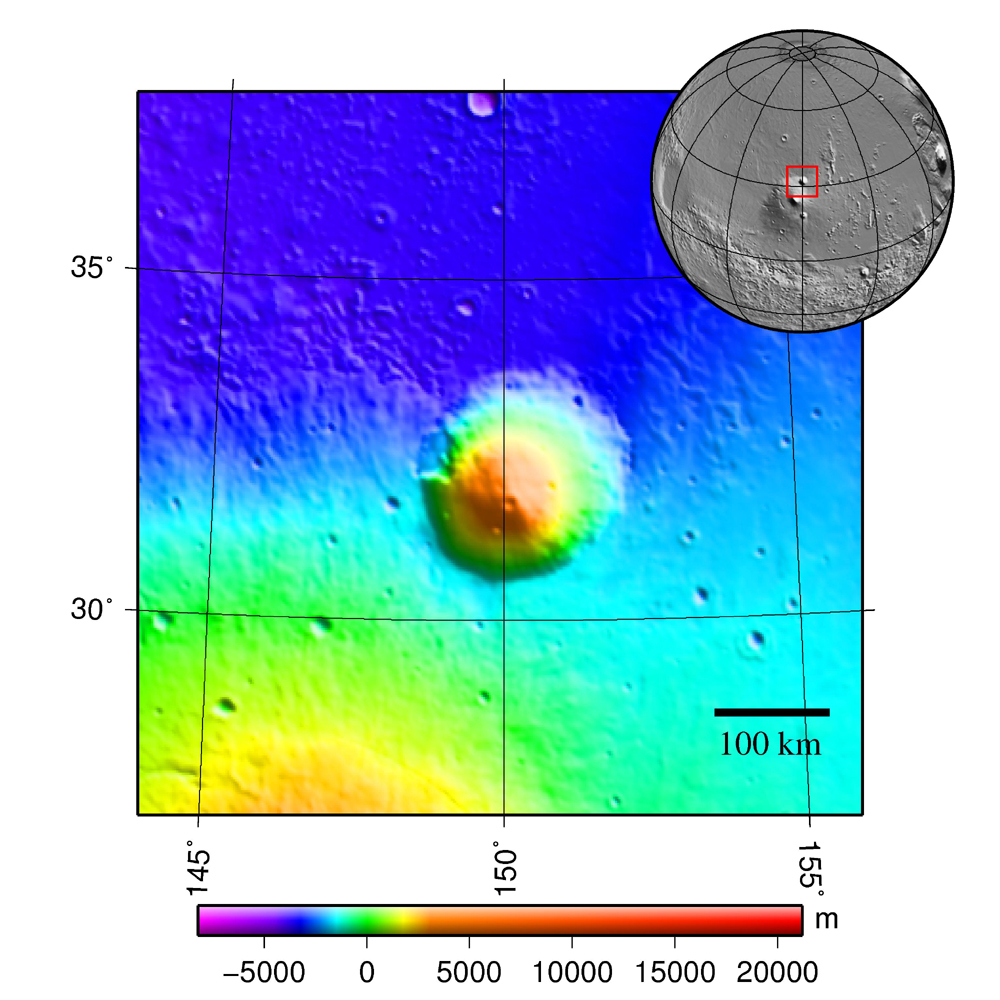
Hecates Tholus, au nord-est d'Elysium Planitia, est un tholus de 183 km de diamètre avec un cratère ne dépassant pas 10 km de diamètre à 5,3 km d'altitude.
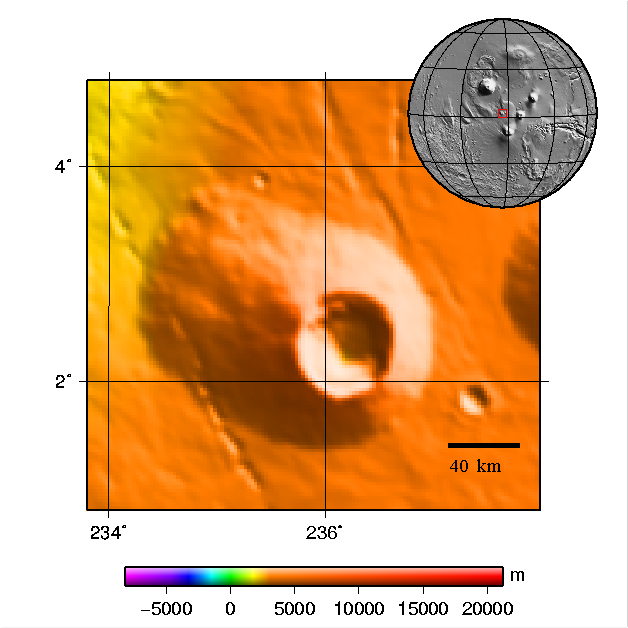
Biblis Tholus, au centre-ouest du renflement de Tharsis et plus ancien que le renflement lui-même, présente une forme asymétrique de 170 km de long sur 100 km de large et 3 km de haut avec une caldeira de 53 km diamètre et 4,5 km de profondeur peut-être due à l'effondrement de la chambre magmatique.
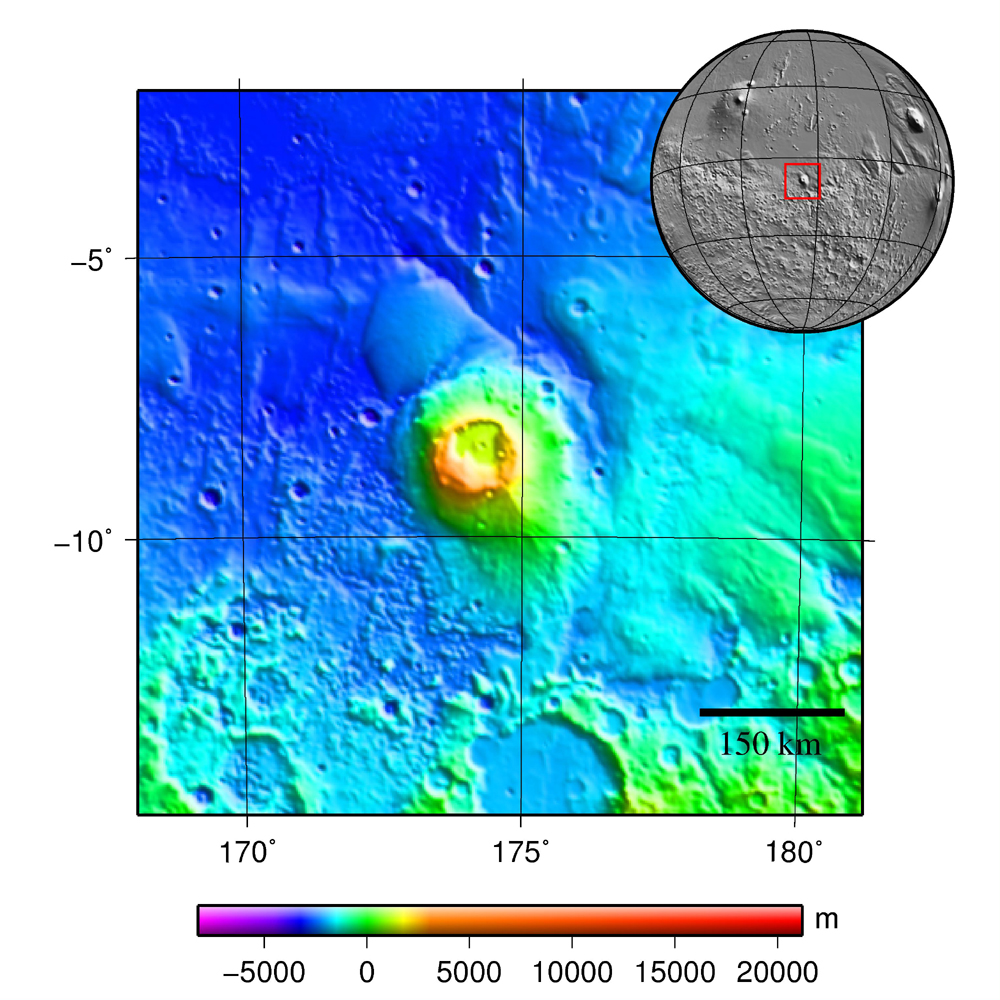
Apollinaris Mons, au sud-est d'Elysium Planitia, est un stratovolcan de 296 km de diamètre, avec une très grande caldeira d'environ 80 km de diamètre à 5 km d'altitude, peut-être due à une explosion pyroclastique.
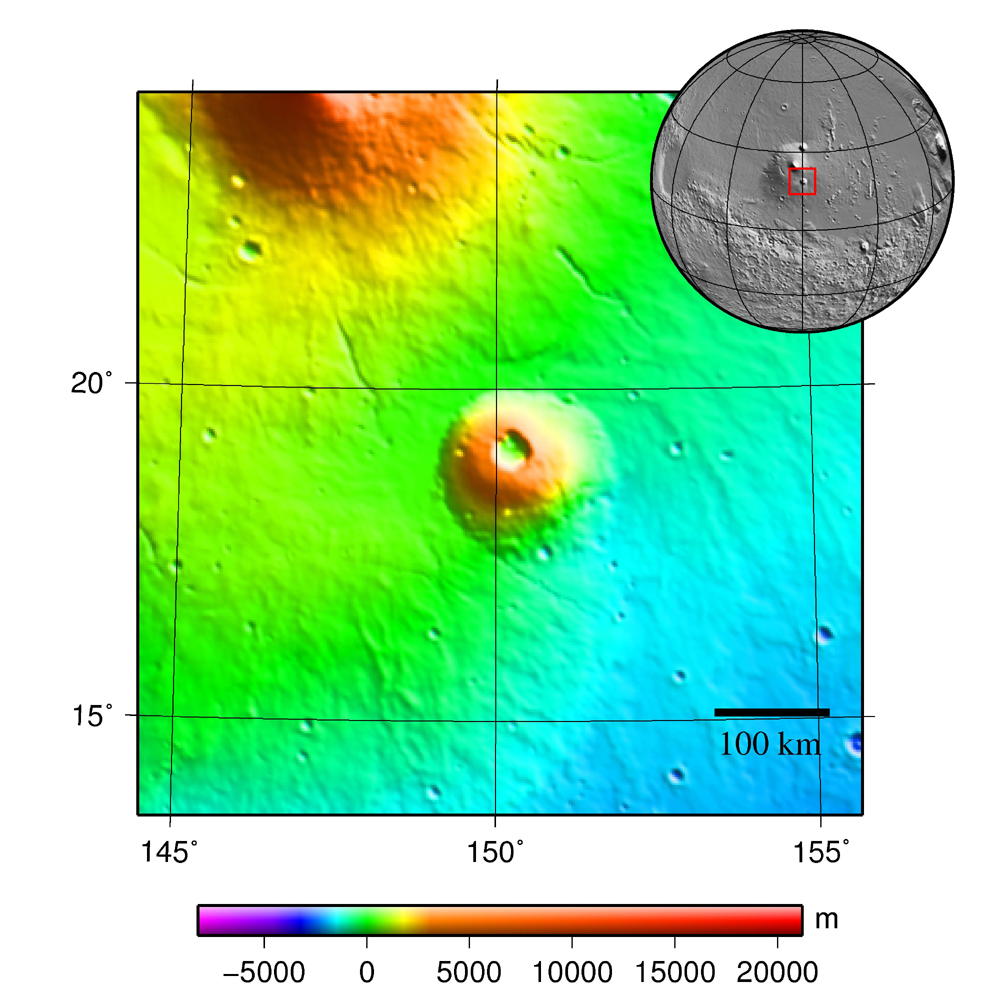
Albor Tholus, au sud d'Elysium Planitia, est un « petit » stratovolcan de 160 km de diamètre et 4,5 km de haut pourvu d'une grande caldeira de 30 km de diamètre pour 3 km de profondeur.

### Volcanisme explosif
Les formations géologiques témoignant d'un volcanisme explosif sont :
- d'anciennes dépressions sans rebord, appelées paterae, souvent sur les sommets de larges élévations topographiques avec des flancs très doux, situées principalement autour du bassin d'impact Hellas Planitia ;
- des champs de cônes de la taille kilométrique, interprétés comme des cônes de scories ;
- des anneaux de tufs et des cônes de tuf ainsi que, dans les basses terres du nord, de vastes ensembles de cônes subkilométriques comportant un cratère sommital (peut-être des cônes sans racines, c'est-à-dire des constructions résultant de l'accumulation de téphras) ;
- des dépôts stratifiés, largement répandus dans les zones équatoriales (par exemple, la formation Medusae Fossae) ;
- des empilements stratifiés de cendres et une possible bombe volcanique, observés par un rover.

Même si certaines interprétations restent sujettes à débat, cet ensemble de formations atteste d'une longue histoire du volcanisme explosif sur Mars. Sa manifestation la plus récente est un dépôt de faible albédo, de forte inertie thermique et riche en pyroxène à haute teneur en calcium, réparti symétriquement autour d'un segment du système de fissures de Cerberus Fossae (en) (dans Elysium Planitia), daté par dénombrement des cratères d'impact entre 53 ± 7 et 210 ± 12 ka.

## Origine et chronologie du volcanisme martien
La discontinuité entre Phyllosien et Theiikien, qui coïnciderait plus ou moins avec les débuts de l'hypothétique « grand bombardement tardif » (LHB en anglais), matérialiserait l'époque d'activité volcanique maximum, qui se prolongerait au Theiikien et au Sidérikien — et donc à l'Hespérien et à l'Amazonien — en disparaissant progressivement au fur et à mesure que la planète aurait perdu l'essentiel de son activité interne. Une corrélation entre le volcanisme de l'Hespérien et les impacts cosmiques du Noachien n'est d'ailleurs pas à exclure. Ce volcanisme aurait atteint son maximum à la suite des impacts cosmiques massifs à la fin de l'éon précédent, et chacune des cinq régions volcaniques de la planète jouxte directement un bassin d'impact :
- le renflement de Tharsis, plus grande formation volcanique martienne, en bordure de l'hypothétique bassin boréal, plus grand bassin d'impact de la planète (et du système solaire), le bouclier d'Alba Mons étant, de surcroît, situé exactement aux antipodes d'Hellas Planitia
- la région d'Elysium Mons, en bordure d'Utopia Planitia et voisine des antipodes d'Argyre Planitia
- Malea Planum, en bordure sud-ouest d'Hellas Planitia, et Hesperia Planum en bordure nord-est, cette dernière région étant également voisine des antipodes de Chryse Planitia
- Syrtis Major Planum, en bordure d'Isidis Planitia.

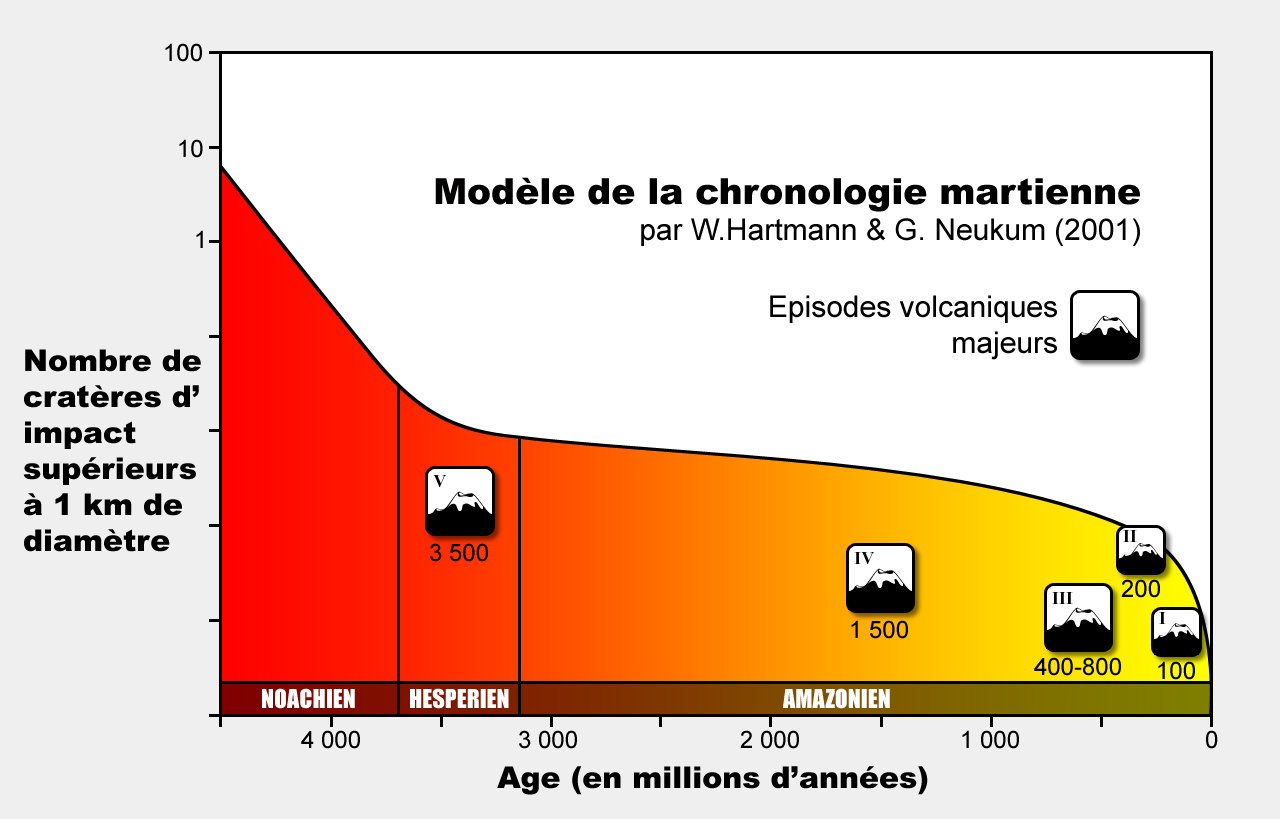
Séquences volcaniques martiennes selon W. Hartmann et G. Neukum.

La superficie et la masse de la planète Mars étant respectivement 3,5 et 10 fois moindres que celles de la Terre, cette planète s'est refroidie plus rapidement que la nôtre et son activité interne s'est donc réduite également plus vite : alors que le volcanisme et, plus généralement, la tectonique (orogenèse, séismes, tectonique des plaques, etc.) sont encore très actifs sur Terre, ils ne semblent plus être notables sur Mars, où aucune tectonique des plaques, même passée, n'a jamais pu être mise en évidence.
Le volcanisme martien paraît également avoir cessé d'être actif, bien que l'âge semble-t-il très récent de certaines coulées de lave suggère, pour certains volcans, une activité actuellement certes très réduite, mais peut-être pas rigoureusement nulle, d'autant que Mars, contrairement à la Lune, n'a pas fini de se refroidir, et que son intérieur, loin d'être entièrement figé, contient en réalité un noyau peut-être entièrement liquide,. D'une manière générale, l'analyse des données recueillies par Mars Express a conduit une équipe de planétologues de l'ESA dirigée par l'Allemand Gerhard Neukum à proposer une séquence en cinq épisodes volcaniques :
- épisode volcanique majeur de l'Hespérien il y a environ 3,5 milliards d'années,
- regain de volcanisme il y a environ 1,5 milliard d'années, puis entre 800 et 400 millions d'années avant le présent,
- épisodes volcaniques récents d'intensité rapidement décroissante il y a environ 200 et 100 millions d'années.

Ces datations reposent sur l'évaluation du taux de cratérisation des coulées de lave correspondantes, qui semble recoupée par les observations indirectes à moyen terme mais contredites par les observations directes à court terme déduites de la fréquence des impacts récents observés sur plus de dix ans par les sondes satellisées autour de Mars, la principale difficulté de ce type de datation étant d'évaluer les biais statistiques introduits par la différence notable d'ordres de grandeur entre les surfaces anciennes (âgées de plus 2 milliards d'années), qui représentent une fraction importante de la surface de Mars, et les surfaces les plus récentes (âgées de moins de 200 millions d'années), qui sont comparativement extrêmement réduites.
Par ailleurs, si la fréquence des impacts récents relevée par les sondes satellisées autour de Mars semble suggérer un taux de cratérisation plus élevé que celui habituellement retenu pour dater les formations martiennes (ce qui conduirait à devoir « rajeunir » toutes ces datations), il semblerait plutôt que, à long terme, ce taux de cratérisation ait au contraire été divisé par trois depuis 3 milliards d'années, ce qui tendrait à « vieillir » les datations martiennes, et ce d'autant plus qu'elles sont relatives à des phénomènes récents.
Le tableau ci-dessous présente une synthèse synoptique des principaux volcans martiens et de la datation de leur formation lorsqu'elle a pu être déterminée à l'aide du taux de cratérisation relevé sur leurs différentes surfaces ; ces dates, lorsqu'elles sont estimées, se rapportent aux plus anciens terrains identifiés à la surface de chacun des volcans, ceux-ci s'étant nécessairement formés plus tôt, de sorte qu'il ne peut s'agir que d'une borne inférieure à l'âge de ces volcans — ce que traduit le signe « ≥ » :
| Volcan                                                 | Type         | Coordonnées         | Altitude  | Âge       | Localisation                                             |
| ------------------------------------------------------ | ------------ | ------------------- | --------- | --------- | -------------------------------------------------------- |
|                                                        |              |                     |           |           |                                                          |
| Alba Mons                                              | Bouclier     | 40,5° N et 250,4° E | ~ 6 600 m | ≥ 3,50 Ga | Marge nord-ouest du renflement de Tharsis.               |
|                                                        |              |                     |           |           |                                                          |
| Uranius Tholus                                         | Tholus       | 26,1° N et 262,3° E | ~ 4 500 m | ≥ 4,04 Ga | Groupe d'Uranius, nord du renflement de Tharsis.         |
| Ceraunius Tholus                                       | Tholus       | 24,0° N et 262,6° E | ~ 8 250 m | ≥ 3,75 Ga | Groupe d'Uranius, nord du renflement de Tharsis.         |
| Uranius Patera                                         | Patera       | 26,0° N et 267,0° E | ~ 6 500 m | ≥ 3,70 Ga | Groupe d'Uranius, nord du renflement de Tharsis.         |
|                                                        |              |                     |           |           |                                                          |
| Olympus Mons                                           | Bouclier     | 18,4° N et 226,0° E | 21 229 m  | ≥ 3,83 Ga | Point culminant de Mars, ouest du renflement de Tharsis. |
|                                                        |              |                     |           |           |                                                          |
| Tharsis Tholus                                         | Tholus       | 13,4° N et 269,2° E | ~ 8 750 m | ≥ 3,71 Ga | Volcan isolé au centre du renflement de Tharsis.         |
|                                                        |              |                     |           |           |                                                          |
| Jovis Tholus                                           | Tholus       | 18,2° N et 242,5° E | ~ 3 000 m | ≥ 3,70 Ga | Nord-ouest du renflement de Tharsis.                     |
|                                                        |              |                     |           |           |                                                          |
| Ulysses Tholus                                         | Tholus       | 2,9° N et 239,4° E  | ~ 5 500 m | ≥ 3,92 Ga | Ouest du renflement de Tharsis.                          |
| Biblis Tholus                                          | Tholus       | 2,7° N et 235,4° E  | ~ 7 000 m | ≥ 3,68 Ga | Ouest du renflement de Tharsis.                          |
|                                                        |              |                     |           |           |                                                          |
| Ascraeus Mons                                          | Bouclier     | 11,8° N et 255,5° E | 18 225 m  | ≥ 3,60 Ga | Tharsis Montes, centre du renflement de Tharsis.         |
| Pavonis Mons                                           | Bouclier     | 0,8° N et 246,6° E  | 14 058 m  | ≥ 3,56 Ga | Tharsis Montes, centre du renflement de Tharsis.         |
| Arsia Mons                                             | Bouclier     | 8,4° S et 238,9° E  | 17 761 m  | ≥ 3,54 Ga | Tharsis Montes, centre du renflement de Tharsis.         |
|                                                        |              |                     |           |           |                                                          |
| Apollinaris Mons                                       | Stratovolcan | 9,3° S et 174,4° E  | ~ 3 250 m | ≥ 3,81 Ga | Volcan isolé à l'extrême sud-est d'Elysium Planitia.     |
|                                                        |              |                     |           |           |                                                          |
| Elysium Mons                                           | Gris         | 24,8° N et 146,9° E | 14 028 m  | ≥ 3,65 Ga | Groupe principal au nord-ouest d'Elysium Planitia.       |
| Hecates Tholus                                         | Gris         | 32,1° N et 150,2° E | ~ 4 500 m | ≥ 3,40 Ga | Groupe principal au nord-ouest d'Elysium Planitia.       |
| Albor Tholus                                           | Gris         | 18,8° N et 150,4° E | ~ 3 750 m | ≥ 2,16 Ga | Groupe principal au nord-ouest d'Elysium Planitia.       |
|                                                        |              |                     |           |           |                                                          |
| Syrtis Major                                           | Fissure      | 7,9° N et 67,9° E   | ~ 2 000 m | ≥ 3,75 Ga | Plateau de Syrtis Major Planum.                          |
|                                                        |              |                     |           |           |                                                          |
| Tyrrhena Patera                                        | Fissure      | 21,1° S et 106,5° E | ~ 3 000 m | ≥ 3,98 Ga | Centre ouest d'Hesperia Planum.                          |
|                                                        |              |                     |           |           |                                                          |
| Hadriacus Mons                                         | Bouclier     | 32,1° S et 91,8° E  | ~ −250 m  | ≥ 3,90 Ga | Aux confins d'Hellas Planitia et d'Hesperia Planum.      |
|                                                        |              |                     |           |           |                                                          |
| Amphitrites Patera                                     | Bouclier     | 58,7° S et 60,9° E  | ~ 1 700 m | ≥ 3,75 Ga | Malea Planum, au sud-ouest d'Hellas Planitia.            |
| Peneus Patera                                          | Bouclier     | 57,8° S et 52,5° E  | ~ 1 000 m | n. d.     | Malea Planum, au sud-ouest d'Hellas Planitia.            |
| Malea Patera                                           | Bouclier     | 63,4° S et 51,9°& E | ~ 0 m     | n. d.     | Malea Planum, au sud-ouest d'Hellas Planitia.            |
| Pityusa Patera                                         | Bouclier     | 66,8° S et 36,9°& E | ~ 2 000 m | n. d.     | Malea Planum, au sud-ouest d'Hellas Planitia.            |
|                                                        |              |                     |           |           |                                                          |
| Identification et âge des principaux volcans martiens. |              |                     |           |           |                                                          |

En libérant d'importantes quantités de dioxyde de soufre SO2 dans l'atmosphère de Mars, l'activité volcanique soutenue de l'Hespérien serait à l'origine des sulfates hydratés, notamment de la kiesérite MgSO4•H2O et du gypse CaSO4•2H2O, qu'on retrouve dans les dépôts sédimentaires de cette époque, et qui sont à l'origine du nom — le « Theiikien » — de l'éon stratigraphique correspondant à l'Hespérien.